# Sergueï Ognev
Pour les articles homonymes, voir Ognev et Ognev (homonymie).
Sergueï Ivanovitch Ognev (en russe : Сергей Иванович Огнёв, né en 1886 et mort en 1951, était un zoologiste russe. Il est connu pour ses travaux en mammalogie.

## Biographie
Sergueï Ognev est diplômé de l'Université d'État de Moscou en 1910. La même année, il publie sa première monographie. En 1928, il devient professeur à l'Institut pédagogique de l'Université de Moscou.
Sergueï Ivanovitch Ognev a publié de nombreux livres sur la zoologie et l'économie. Son travail, intitulé Mammals of Russia and adjacent territories, n'a jamais été achevé.